# Instituto Brasileiro de Geografia e Estatística
Das Instituto Brasileiro de Geografia e Estatística (IBGE, portugiesisch für: Brasilianisches Institut für Geographie und Statistik) mit Sitz in Rio de Janeiro ist die seit 1934 bestehende nationale Geodaten- und Statistikbehörde Brasiliens. Sie untersteht dem Bundesministerium für Planung, Budget und Verwaltung ist unter anderem für den im Zehnjahresrhythmus stattfindenden Zensus zuständig.

## Geschichte
Statistische Erhebungen zur Zeit des Kaiserreichs Brasilien fanden nur in wenigen Jahren statt, zur Zeit der Diktatur von Getúlio Vargas waren diese jedoch besonders wichtig für die Entwicklung des Landes mit seinen demographisch und wirtschaftlich völlig unterschiedlichen Bundesstaaten. Nach der Revolution von 1930 wurde ein neues Konzept ins Auge gefasst, zu dem der Mathematiker und Statistiker Mário Augusto Teixeira de Freitas die Grundlagen schuf. Die Gründung des IBGE verlief in drei Phasen: Dekret vom 6. Juli 1934, dem Dekret vom 29. Mai 1936 für das damals sogenannte Instituto Nacional de Estatística (INE) und seit der Integrierung des Conselho Brasileiro de Geografia (CBG) durch Dekret Nr. 1.527 (1937) als Instituto Brasileiro de Geografia e Estatística das neu geschaffene Institut. Das Institut ist selbst keine Behörde, es ist eine Stiftung öffentlichen Rechts, hat aber die gleiche Funktion wie z. B. ein Bundesstatistikamt. Als funktionsfähige Institution legte es erst Jahre später Resultate vor. Erster Präsident war von 1951 bis 1952 Djalma Polli Coelho, erste weibliche Präsidentin war Wasmália Bivar, heutiger (Stand 2024) für die Amtszeit 2023 bis 2025 ist Marcio Pochmann. Gegenwärtig hat das Institut etwas über 10.000 Mitarbeiter, es ist neben dem Hauptsitz in Rio de Janeiro in allen brasilianischen Gliedstaaten vertreten.
Als statistisch-geographische Eigenkreationen, ohne gebietskörperschaftliche Auswirkung, wurden fünf Großregionen geschaffen, innerhalb dieser für den internen Gebrauch von 1989 bis 2017 die Mesoregionen (portugiesisch Mesorregião) und innerhalb dieser wiederum die Mikroregionen (portugiesisch Microrregião). Nach rund 28 Jahren praktischen Erfahrungen wurden vom IBGE neue Gliederungen und Straffungen vorgenommen mit neuen Bezeichnungen: Regiões Geográficas Intermediárias, mittelbare geographische Regionen, die die Mesoregionen ab 2017 ersetzen, und die Regiões geográficas imediatas, unmittelbare geographische Regionen. Die 5570 Munizips, das sind die Städte mit ihrem Gemeindegebiet, innerhalb dieser Regionen können wiederum Interessensgemeinschaften in Form von Kommunalverbänden bilden je nach Zweck, zu denen das IBGE die statistischen Planungsdaten liefert.
Die turnusmäßige Volkszählung für 2020 wurde infolge der COVID-19-Pandemie in Brasilien verschoben und 2022 durchgeführt.

## Verfügbarmachung der Daten
Neben den online verfügbaren Datenbanken, hat das IBGE vor allem in den Anfangszeiten bahnbrechende Veröffentlichungen gezeichnet, darunter die Enciclopédia dos Municípios Brasileiros, viele Daten von den anfänglichen Erstauswertungen von Volkszählungen bis zu konsolidierten Zahlen wurden auf FTP-Servern zur Verfügung gestellt, heute (Stand 2017) bietet das IBGE seine Daten auf zwei Benutzeroberflächen an, dem Panorama und dem Perfil als ältere Version.

## Liste der Präsidenten
| Name                              | Anfang             | Ende               |
| --------------------------------- | ------------------ | ------------------ |
| Djalma Poli Coelho                | 2. Mai 1951        | 9. September 1952  |
| Florêncio Carlos de Abreu e Silva | 15. September 1952 | 21. September 1954 |
| Elmano Gomes Cardim               | 27. September 1954 | 17. November 1955  |
| José Carlos Macedo Soares         | 17. November 1955  | 3. Mai 1956        |
| Jurandir de Castro Pires Ferreira | 8. Mai 1956        | 31. Januar 1961    |
| Rafael da Silva Xavier            | 10. Februar 1961   | 9. November 1961   |
| José Joaquim de Sá Freire Alvim   | 13. November 1961  | 1. Oktober 1963    |
| Roberto Bandeira Accioli          | 14. Oktober 1963   | 31. März 1964      |
| Agnaldo José Senna Campos         | 10. April 1964     | 3. April 1967      |
| Sebastião Aguiar Ayres            | 4. April 1967      | 24. März 1970      |
| Isaac Kerstenetzky                | 24. März 1970      | 29. August 1979    |
| Jessé de Souza Montello           | 29. August 1979    | 14. März 1985      |
| Edmar Lisboa Bacha                | 10. Mai 1985       | 27. November 1986  |
| Edson de Oliveira Nunes           | 6. Januar 1987     | 13. April 1988     |
| Charles Curt Mueller              | 3. Mai 1988        | 18. April 1990     |
| Eduardo Augusto Guimarães         | 18. April 1990     | 26. März 1992      |
| Eurico de Andrade Neves Borba     | 26. März 1992      | 15. Juni 1993      |
| Sílvio Augusto Minciotti          | 15. Juni 1993      | 30. März 1994      |
| Simon Schwartzman                 | 5. Mai 1994        | 31. Dezember 1998  |
| Sérgio Besserman Vianna           | 18. Januar 1999    | 31. Januar 2003    |
| Eduardo Pereira Nunes             | 6. Februar 2003    | 14. September 2011 |
| Wasmália Bivar                    | 14. September 2011 | 4. Juli 2016       |
| Paulo Rabello de Castro           | 4. Juli 2016       | 25. Mai 2017       |
| Roberto Olinto                    | 1. Juni 2017       | 8. Februar 2019    |
| Susana Cordeiro Guerra            | 11. Februar 2019   | 9. April 2021      |
| Eduardo Rios Neto                 | 27. April 2021     | 2. Januar 2023     |
| Marcio Pochmann                   | 2023               |                    |
| Quelle:                           |                    |                    |